# Fisioterapia respiratoria
La fisioterapia respiratoria è un ambito specialistico della fisioterapia dedicato alla prevenzione, valutazione e trattamento fisioterapico delle disfunzioni cardio-respiratorie acute e croniche. L'obiettivo generale della fisioterapia respiratoria è quello di migliorare la ventilazione, lo scambio di gas, ridurre la dispnea, migliorare la tolleranza all'esercizio e la qualità di vita. È costituita da una serie di tecniche e procedure specialistiche, ma prima ancora di una valutazione diagnostica funzionale del sistema respiratorio. Gli interventi riabilitativi sono molteplici e vengono applicati talvolta in modo differente a seconda della conformazione dell'apparato respiratorio che assume differenze a seconda se il paziente è  neonato, bambino o adulto.
I principali interventi terapeutici sono:
- Disostruzione delle vie aeree prossimali e distali.
- Titolazione Ossigeno Terapia a riposo, sotto sforzo e durante il sonno.
- Ricondizionamento all'esercizio fisico nel paziente cardiorespiratorio.
- Adattamento e svezzamento dalla Ventilazione meccanica Non Invasiva e Invasiva.
- Monitoraggio e trattamento dei disturbi del sonno.
- Nursing e svezzamento della cannula tracheostomica.
- Educazione alla corretta gestione ausili e corretta assunzione terapia inalatoria e aerosolica.
- Mobilizzazione precoce e gestione del dolore dopo interventi cardio-toraco chirurgici.

## Caratteristiche
La fisioterapia respiratoria è considerata un intervento terapeutico non farmacologico di comprovata efficacia sul trattamento di:
- malattie croniche che impattano sul sistema cardiorespiratorio (BPCO, asma, fibrosi cistica, insufficienza cardiaca)
- malattie neuromuscolari (a essere compromessi sono i muscoli respiratori)
- processi acuti (polmoniti, ascesso polmonare) o interventi operatori di grande complessità (trapianti polmonari, cardiaci e epatici nonché altri interventi cardiaci o del torace).
- disturbi del sonno (OSAS ecc..).

Il fisioterapista che intende concentrare la sua attività professionale nell'ambito della riabilitazione respiratoria, deve continuare la sua formazione con studi post-laurea o master.
Ad oggi in Italia il percorso può essere realizzato attraverso il "Master Universitario in fisioterapia cardio-respiratoria e di Area Critica" (ex master in Fisioterapia e Riabilitazione Respiratoria) nato dalla collaborazione tra Università degli Studi di Milano, ArIR (Associazione Riabilitatori dell'Insufficienza Respiratoria) e Fondazione IRCCS Cà Granda Ospedale Maggiore Policlinico: il titolo è riconosciuto dall’International Education Recognition System dell’American Association of Respiratory Care (AARC).

## Esame clinico e valutazione in riabilitazione cardiorespiratoria
Il fisioterapista respiratorio, esegue una valutazione specifica a seconda della tipologia del paziente per misurare non solo la perdita specifica della funzionalità respiratoria ma anche i danni che quella perdita ha determinato al resto dell'organismo (impatto sullo stile di vita, riduzione delle abilità).
Una valutazione multidimensionale del paziente effettuata in collaborazione con altre figure specialistiche (medico pneumologo) prevede:
- Anamnesi e intervista: valutazione della storia clinica remota e attuale, valutazione terapia farmacologica, valutazione di dispnea, dolore, espettorato, tosse, ecc.
- Osservazione: livello di coscienza, meccanica e morfologia del torace, profilo ventilatorio, monitoraggio parametri vitali, osservazione eventuali presidi.
- Auscultazione.
- Valutazione forza muscoli respiratori (MIP, SNIP, MEP) e della tosse misurando il Picco di flusso espiratorio sotto tosse (PCEF).
- Valutazione dei volumi polmonari e della diffusione: spirometria semplice e forzata e misura della diffusione alveolo-capillare (DLCO).
- Monitoraggio SpO2 tramite un saturimetro, Polisonnografia ( PSG), monitoraggio transcutaneo della Co2 (tPCo2).
- Valutazione invasiva degli scambi gassosi: Emogasanalisi arteriosa (EGA).
- Test complementari: raggi X, TC, ECG e esami di laboratorio, valutazione dell'alimentazione, valutazione gestione secrezioni ecc.
- Valutazione funzionale: test del cammino dei 6 minuti, Test da sforzo cardiopolmonare (TCP); che riportano l'adattamento fisiologico dell'organismo all'aumento del carico muscolare esterno.

## Principali interventi
Sulla base di una valutazione multidisciplinare, il fisioterapista respiratorio stabilirà gli obiettivi terapeutici progettando delle strategie di intervento specifiche per il paziente.

### Ricondizionamento all'esercizio fisico
Sia in ambito respiratorio ma anche in ambito cardiologico l'esercizio fisico viene legittimato come presidio terapeutico e rappresenta un cardine indispensabile dei percorsi di riabilitazione - dalle terapie intensive nel paziente critico al livello domiciliare- attraverso diverse modalità di training fisico che può riguardare oltre il paziente adulto, il bambino ma anche il più anziano. Una recente revisione dimostra come sui pazienti BPCO, l'allenamento di forza sembra indurre gli stessi effetti benefici dell'allenamento di endurance. Ciò indica che i pazienti che non sono in grado o non vogliono partecipare all'allenamento di endurance possono ottenere miglioramenti simili nella funzione fisica e nella qualità della vita con un allenamento di forza. L'allenamento all' endurance, isolato o combinato con l'allenamento aerobico, può portare a maggiori miglioramenti nel recupero fisico e funzionale dopo un intervento di cardiochirurgia con sternotomia mediana; Anche nei pazienti con ipertensione polmonare sembra sicuro ed è associato a un significativo miglioramento della capacità di esercizio, della pressione arteriosa polmonare e della qualità della vita.

### Disostruzione bronchiale
In individui sani, la clearance mucociliare e i meccanismi della tosse sono efficaci ed efficienti nella difesa e contro l'ingombro delle secrezioni, ma questi meccanismi possono diventare inefficaci se i sistemi funzionano male e / o in presenza di secrezioni bronchiali eccessive. Una tosse efficace è quindi essenziale per eliminare le secrezioni delle vie aeree dalle vie aeree più prossimali. Gli individui con disturbi neuromuscolari che presentano muscoli inspiratori e / o espiratori deboli o compromessi, con o senza problemi di chiusura della glottide (insufficienza bulbare, tracheostomia), avranno un PCF ( Peak Cough Flow) ridotto. La disfunzione bulbare grave e la disfunzione glottica si verificano più comunemente nei pazienti con sclerosi laterale amiotrofica (SLA), atrofia muscolare spinale (SMA) di tipo 1, altri disturbi neuromuscolari più rari: l'incapacità di chiudere la glottide e le corde vocali provoca la completa perdita della capacità di tossire e deglutire. La difficoltà a deglutire i liquidi può provocare un ristagno di saliva e muco nella faringe. Alterazioni nella ventilazione alveolare, atelettasia, ostruzione del muco e infezioni ricorrenti delle vie respiratorie, come conseguenza di una tosse inefficace; insieme alla grave disfunzione bulbare, sono le principali cause di morbilità e mortalità nei pazienti con NMD ( Neuromuscolar disorders ). L'ipoventilazione e la gestione delle secrezioni sono tra i problemi più importanti dal punto di vista dei pazienti.
Dai risultati di una recente revisione sistematica, sembra che tra le tecniche di disostruzione manuali solo l'ELTGOL, il drenaggio autogeno e ACBT presentino livelli di evidenza "B". Tutte le altre tecniche hanno livelli di evidenza inferiori. Le tecniche manuali utilizzate precedentemente tra cui le "percussioni manuali al torace", "vibrazioni manuali", "la respirazione diaframmatica" o il "drenaggio posturale" non sono supportate da nessuna evidenza scientifica.
La fisioterapia respiratoria è una parte essenziale della gestione delle secrezioni bronchiali sia nei pazienti ristretti come quelli affetti da disordini muscolari che in quelli ostruttivi ( BPCO, bronchiettasie, ecc.). Le tecniche di disostruzione bronchiale sembrano essere sicure per gli individui (adulti e bambini) con bronchiettasie stabili che possono avere miglioramenti nell'espettorazione e nella qualità dell'espettorato,  migliorando la frequenza delle riacutizzazioni e i sintomi anche nel paziente BPCO stabile. La disostruzione bronchiale può essere eseguita mediante tecniche manuali o meccaniche o mediante ausili per l'eliminazione delle secrezioni delle vie aeree prossimali e distali, talvolta è necessaria l'esecuzione della tracheobroncoaspirazione  (tramite tecnica sterile o pulita a seconda del setting).

### Monitoraggio e terapia per i disturbi del sonno
In Italia, il fisioterapista in autonomia o in collaborazione con altre figure sanitarie e mediche, svolge interventi di cura e riabilitazione nelle aree della motricità, delle funzioni corticali superiori, e di quelle viscerali conseguenti a eventi patologici, a varia eziologia, congenita od acquisita. In riferimento alla diagnosi ed alle prescrizioni del medico, nell'ambito delle proprie competenze, il fisioterapista elabora e propone l'adozione di protesi ed ausili, ne addestra all'uso e ne verifica l'efficacia, verificandone le rispondenze della metodologia.
L'elenco n. 2B dell’art. 18 del dPCM individua nel dettaglio "ausili su misura" per la terapia respiratoria i nebulizzatori, i ventilatori, gli aspiratori, ecc. individuando anche le categorie di persone che hanno diritto all’assistenza protesica e all'erogazione dei dispositivi le cui modifiche possono essere effettuate solo dal professionista sanitario abilitato e personale medico specializzati. Le prescrizioni possono essere effettuate esclusivamente da un Centro specialistico individuato dalle Regioni.
Il fisioterapista cardiorespiratorio in autonomia o in collaborazione con personale medico-sanitario specializzato (medico pneumologo, tecnico di neurofisiopatologia, medico neurofisiopatologo) si occuperà dell'applicazione del dispositivo, della lettura e dell'analisi dei tracciati per l'individuazione di eventi cardiorespiratori e la ricerca del miglior trattamento.
Nel caso dei disturbi ostruttivi del sonno, uno dei problemi maggiori è che non vengono riconosciuti o vengono diagnosticati in ritardo, e un paziente con disturbo ostruttivo del sonno non arriva dal medico specialista in medicina del sonno per una diagnosi propria ma per la presenza di altri sintomi, difatti l'OSAS può essere accomunata ad altre patologie come l'ipertensione, ictus, nicturia e lo scompenso cardiaco, che può sia essere causato che predisporre successivamente alle apnee del sonno.
Secondo le più recenti Linee guida dell'American Academy of Sleep Medicine per la diagnosi dell'apnea ostruttiva del sonno negli adulti si raccomanda di:
- non utilizzare strumenti clinici, questionari e algoritmi di previsione per diagnosticare l'OSA negli adulti, in assenza di polisonnografia o test di apnea notturna.
- utilizzare la polisonnografia o il test di apnea notturna con un dispositivo tecnicamente adeguato per la diagnosi di OSA in pazienti adulti non complicati che presentano segni e sintomi che indicano un aumento del rischio di OSA da moderato a grave.
- eseguire la polisonnografia per la diagnosi di OSA se un singolo test di apnea notturna è negativo, inconcludente o tecnicamente inadeguato.
- utilizzare la polisonnografia, per la diagnosi di OSA in pazienti con malattia cardiorespiratoria significativa, potenziale debolezza dei muscoli respiratori dovuta a condizioni neuromuscolari, ipoventilazione da sveglio o sospetto di ipoventilazione correlata al sonno, uso cronico di farmaci oppioidi, anamnesi di ictus o grave insonnia.

Recenti studi hanno dimostrato che negli adulti con OSA la pressione positiva applicata alle vie aeree respiratorie rispetto a nessun trattamento si traduce in una riduzione clinicamente significativa della gravità della malattia, della sonnolenza, della pressione sanguigna e degli incidenti automobilistici e nel miglioramento della qualità della vita correlata al sonno. I dati hanno dimostrato un miglioramento clinicamente significativo nell'aderenza alla CPAP con l'uso di strumenti educativi, comportamentali e interventi di telemonitoraggio suggerendo che le interfacce nasali rispetto alle interfacce oronasali hanno migliorato l'aderenza e riduzioni maggiori della gravità dell'OSA e che una corretta umidificazione riscaldata rispetto a nessuna umidificazione riduce alcuni effetti collaterali correlati all' utilizzo della CPAP.
In circa il 56% al 75% dei pazienti con apnea ostruttiva del sonno (OSA), la frequenza e la durata delle apnee sono influenzate dalla posizione del corpo. Questo è indicato come OSA dipendente dalla posizione o POSA. I pazienti con POSA possono essere trattati con un piccolo dispositivo attaccato al collo o al torace. Esistono diversi dispositivi per la terapia posizionale (PT)  impedendo che il paziente adotti la posizione supina, alcuni dispositivi forniscono un sottile stimolo vibrante che per mettono di valutarne la compliance.

### Ventilazione meccanica Invasiva e Non Invasiva
in collaborazione con medico pneumologo o medico anestesista, mediante la scelta della corretta interfaccia, umidificazione, pressioni,  monitoraggio delle curve del ventilatore, monitoraggio dei dati di compliance (Ventilazione meccanica domiciliare) al fine di garantire i corretti volumi e dei buoni scambi gassosi.

### Educazione
È rivolta ai caregivers e ai pazienti per continuare a domicilio le attività proposte, per la corretta assunzione della terapia inalatoria e aerosolica, per la corretta esecuzione della tecnica di broncoaspirazione delle secrezioni bronchiali quando necessario, per eseguire correttamente le tecniche di disostruzione ma anche la corretta pulizia degli strumenti utilizzati, per la corretta gestione del ventilatore, dei suoi circuiti e dell'umidificazione. per gestire i problemi respiratori in questi pazienti. Recenti studi dimostrano che molti caregiver sono cambiati da un approccio tradizionale non interventistico a un approccio di supporto, migliorando la prognosi di quei soggetti affetti da disordini neuromuscolari. Detto questo, dobbiamo ricordare che nessuna cura è possibile senza il sacrificio della famiglia del paziente e dei caregiver

## Campi di azione

### Post-operatorio e Post-acuto
Nel caso di pazienti sottoposti ad intervento chirurgico al torace, al cuore, all'addome o ai polmoni o a seguito di traumi cranici che vedono compromessi i centri della respirazione portando a Insufficienza Respiratoria Acuta (IRA). A seconda delle esigenze si propongono tecniche di disostruzione e riespansione per ridurre il rischio di complicanze, Educazione del paziente all'utilizzo dei device in autonomia e al controllo del dolore durante la tosse o i passaggi posturali. Mobilizzazione precoce (cambi di postura, verticalizzazione e deambulazione). Supporto ventilatorio o ossigenoterapia se necessario.

### Terapia intensiva e Rianimazione
Gestione della ventilazione meccanica con annessi circuiti, interfacce e sistemi di umidificazione. Gestione e titolazione Ossigenoterapia a basso o ad alto flusso. Facilitare la fisiologica clearance mucociliare, se necessario eseguire manovra di broncoaspirazione. Il fine è quello di garantire adeguati volumi, scambi gassosi, facilitare lo svezzamento dalla ventilazione meccanica e promuovere quindi il recupero della funzionalità cardio respiratorio e di conseguenza della abilità motorie.

### Riabilitazione pneumologica e cardiologica
A seconda della valutazione iniziale e della tipologia del paziente gli obiettivi sono molteplici. Questi possono essere differenti: migliorare la qualità del sonno, titolazione del fabbisogno di ossigeno a riposo, sotto sforzo e durante lo sforzo, adattamento alla ventilazione meccanica, svezzamento dalla ventilazione meccanica, gestione e pervietà della cannula tracheostomica, svezzamento della cannula tracheostomica, assistenza alla tosse, disostruzione bronchiale, ricondizionamento fisico, scelta della corretta tipologia del device per la terapia inalatoria a seconda della capacità del paziente e del tipo di farmaco da assumere, educazione, ecc. In questo campo di applicazione possiamo trovare differenti tipologie di pazienti: paziente neuromuscolare, paziente BPCO riacutizzato, paziente post intervento cardiochirurgico che ha subito sternotomia mediana a seguito di sostituzione valvolare, paziente con scompenso cardiaco acuto.

### Malattie neuromuscolari
Nel caso specifico delle malattie neuromuscolari (come nel caso di distrofie, sclerosi multipla, SLA, paralisi cerebrale infantile, Parkinson, lesioni del midollo spinale, malattie metaboliche ecc.), Il trattamento respiratorio che si avvale della ventilazione meccanica non Invasiva e assistenza alla tosse può essere essenziale a evitare complicazioni (insufficienza respiratoria acuta) e ritardare eventuale ricorrenza alla ventilazione meccanica invasiva. Nel caso di necessità alla ventilazione meccanica 24 h su 24 si può ricorrere a differenti interfacce e modalità di ventilazione (maschera nasale, oronasale, ventilazione a boccaglio, ventilazione addominale).

### Assistenza domiciliare
I pazienti con Insufficienza Respiratoria Cronica (IRC) talvolta, nelle fasi stabili possono essere assistiti e monitorati anche al domicilio.